# 布雷纳
布雷纳（法語：Brénaz，法語發音：[bʁena]）是法国东部安省的一个旧市镇，属于贝莱区。2019年，布雷纳与临近的3个市镇合并为新市镇瓦尔罗梅地区阿尔维耶尔。

## 地理
布雷纳（45°56'54"N, 5°43'22"E）面积9.79 平方千米，位于法国奥弗涅-罗讷-阿尔卑斯大区安省，该省份为法国东部省份，北起汝拉省，西北接索恩-卢瓦尔省，西接罗讷省和里昂大都会，南至伊泽尔省，东与萨瓦省、上萨瓦省和瑞士接壤。
与布雷纳接壤的市镇（或旧市镇、城区）包括：瓦尔罗梅地区香槟、科尔博诺、洛雪、上瓦尔罗梅。

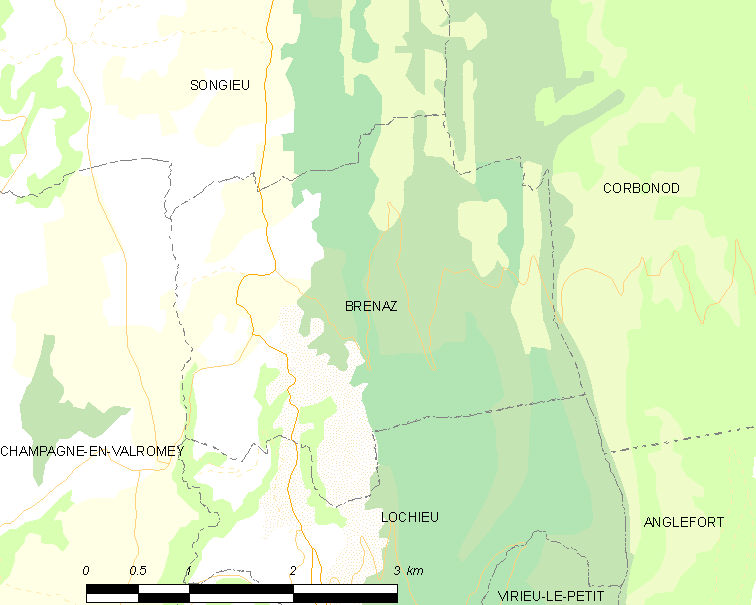
布雷纳的OSM定位图

布雷纳的时区为UTC+01:00、UTC+02:00（夏令时）。

## 行政
布雷纳的邮政编码为01260，INSEE市镇编码为01059。

## 政治
布雷纳所属的省级选区为普拉托多特维尔县。

## 人口

1962-2008年间布雷纳人口变化图示

布雷纳于2018年1月1日时的人口数量为105人。